# Melanagromyza ornatissima
Melanagromyza ornatissima är en tvåvingeart som beskrevs av Spencer 1961. Melanagromyza ornatissima ingår i släktet Melanagromyza och familjen minerarflugor. Inga underarter finns listade i Catalogue of Life.